# Symptoomloze drager
Een symptoomloze drager is een persoon of een ander organisme die een bepaalde ziekte onder de leden heeft - en hierbij vaak ook een besmettingsbron voor andere organismen vormt - maar geen symptomen van deze ziekte vertoont. 
De betekenis is min of meer tweeledig, waarbij er symptoomloze dragers zijn van infectieziekten enerzijds, en er anderzijds symptoomloze dragers bestaan voor genetische aandoeningen.

## Infectieziekten
Infectieziekten met een langdurig symptoomloos dragerschap hebben een grotere kans op verspreiding. Voorbeelden van zulke ziektes zijn virusziekten zoals Hiv en hepatitis B en C, maar ook bacteriële infectieziekten zoals TBC en verscheidene seksueel overdraagbare aandoeningen. Deze laatste groep behelst een aantal ziekten waarbij met name vrouwen symptoomloos draagster kunnen zijn.
Ziekten met een korte periode van symptoomloos dragerschap hebben een relatief kleine kans om zich wijd te verspreiden. Mensen die geïnfecteerd raken met ernstige ziekten zoals Ebola en Marburg sterven vaak zo snel na infectie dat er geen tijd is om (veel) anderen te besmetten. 
De mensheid is mede door de korte periode van asymptomatisch dragerschap in staat geweest het pokkenvirus uit te roeien.
Hoewel de termen symptoomloos dragerschap en incubatietijd ten dele uitwisselbaar zijn, zijn het zeker geen synoniemen van elkaar. Bij besmetting met bijvoorbeeld hiv ontstaat meestal kort na de besmetting een griep-achtig ziektebeeld, wat dikwijls vanzelf over gaat. De persoon in kwestie is echter wel degelijk geïnfecteerd en het virus is al langzaam bezig met het infecteren van immuuncellen (CD4+ T-cellen, de Th1 cel), zonder dat er sprake is van enig symptoom. Pas als een bepaalde ondergrens is bereikt zullen de eerste symptomen - opportunistische infecties - zich voordoen.

## Genetische aandoeningen
Wat betreft het symptoomloos dragerschap van genetische ziekten; hierbij betreft het meestal dragerschap van een recessief gen - in tegenstelling tot een dominant gen, waarbij geen symptoomloos dragerschap bestaat. 
Als iemand een recessief gen heeft voor een ziekte, zal deze persoon geen (of nauwelijks) symptomen van deze ziekte hebben, terwijl hij/zij wel dit gen bezit. Als twee symptoomloze dragers samen een kind krijgen, bestaat er een kans van 25% dat dit kind beide recessieve genen krijgt, en dus de ziekte zal hebben/krijgen. Een voorbeeld van zo'n ziekte is cystische fibrose. Ongeveer 1 op de 50 westerlingen is drager van dit gen.
Een ziekte als sikkelcelziekte is een voorbeeld van "symptoomarm" dragerschap; zij met twee afwijkende genen hebben de hevige vorm van sikkelcelziekte, met kans op een zogenaamde crise, maar dragers met slechts één afwijkend gen hebben een mildere vorm, waarbij met name bloedarmoede op de voorgrond staat.